# Pleuroprucha hypoxia
Pleuroprucha hypoxia är en fjärilsart som beskrevs av Louis Beethoven Prout 1938. Pleuroprucha hypoxia ingår i släktet Pleuroprucha och familjen mätare. Inga underarter finns listade i Catalogue of Life.